# Spoorlijn Lutterbach - Kruth
De spoorlijn Lutterbach - Kruth is een spoorlijn die de plaatsen Lutterbach en Kruth verbindt via Thann. De lijn loopt door de vallei van de rivier de Thur. De lijn is 32,0 km lang en heeft als lijnnummer 130 000.

## Geschiedenis
De lijn is de 3e spoorlijn in Frankrijk welke geopend werd voor passagiersvervoer. Het stuk Thann - Lutterbach, onderdeel van de oorspronkelijke lijn Mulhouse-Thann, werd geopend op 1 september 1839 en werd gefinancierd door het bedrijfsleven in de regio.
Het stuk Thann - Wesserling werd geopend op 25 november 1863 door de Chemins de fer de l'Est en het stuk Wesserling - Kruth op 2 januari 1905 door de Reichseisenbahnen in Elsaß-Lothringen.

## Tracé
Anno 2022 is de lijn enkelsporig, voorheen was sectie Lutterbach - Cernay dubbelsporig. De lijn is overwegend vlak, met hellingen tot 17 ‰. De lijn had 3 korte tunnels maar de eerste, die van Thann, werd verwijderd tijdens de werkzaamheden voor de komst van de Tram-Train in 2009. De lijn kent geen noemenswaardige bruggen of viaducten.
De sectie Lutterbach - Thann Saint-Jacques werd geëlektrificeerd op 25 kV 50 Hz in juli 2009 in afwachting van de ingebruikname van de Tram-Train Mulhouse-Vallée de la Thur, welke op 12 december 2010 in dienst ging.
Er zijn 5 goederenaftakkingen op de lijn:
- Fabrieksstortplaats op de plek van de voormalige Joseph-Else kalimijnen
- Een voor de plantaardige verffabriek Bima 83 (buiten gebruik)
- Een voor de agrochemische fabriek DuPont in Cernay (aansluiting opgebroken)
- Een voor de industriële drukkerij Burda in Thann
- Een voor de chemische fabrieken van Thann

## Stations op de lijn
Langs de lijn liggen 17 stations, allemaal in dienst. Wittelsheim heeft twee stations binnen de gemeentegrenzen: Station Graffenwald ligt in het zuiden van de stad. Hetzelfde geldt voor Fellering, welke de stations Fellering en Wesserling binnen zijn gemeentegrenzen heeft.
Sinds de invoering van de Tram-Train Mulhouse-Vallée de la Thur heeft de plaats Vieux-Thann twee stations in plaats van een, en Thann drie stations in plaats van twee. Bij deze gelegenheid werd ook het station Ranspach geopend, iets waar Ranspach 147 jaar voor heeft moeten wachten.

## Exploitatie
Tijdens de werkdagen is er een treinuurdienst van het centraal station in Mulhouse naar Kruth. Deze trein heeft een beperkt aantal haltes tussen Mulhouse en Thann. Daarnaast rijdt er nog een extra treinuurdienst tussen Thann en Kruth, die een Cross-platform-overstap biedt op de tram. Tussen Thann Saint-Jacques en Lutterbach rijden twee trams per uur, deze trams rijden vervolgens verder over het tramnetwerk van Mulhouse naar het station Mulhouse-Ville.
| Serie      | Treinsoort | Route                          | Bijzonderheden |
| ---------- | ---------- | ------------------------------ | -------------- |
| TER 832700 | TER (SNCF) | Mulhouse-Ville – Thann – Kruth |                |
| TER 832800 | TER (SNCF) | Thann Saint-Jacques – Kruth    |                |

## Aansluitingen
In de volgende plaatsen is of was er een aansluiting op de volgende spoorlijnen:
Lutterbach
RFN 115 000, spoorlijn tussen Strasbourg-Ville en Saint-Louis
RFN 125 000, spoorlijn tussen Lutterbach en Rixheim
RFN 132 000, spoorlijn tussen Lutterbach en Rond point Stricker
Cernay
RFN 131 000, spoorlijn tussen Cernay en Sewen
Wesserling
RFN 128 000, spoorlijn tussen Saint-Maurice en Wesserling